# フランソワ1世の肖像
『フランソワ1世の肖像』（フランソワ1せいのしょうぞう、伊: Ritratto di Francesco I, 仏: Portrait de François Ier, 英: Portrait of Francis I）は、イタリアのルネサンス期のヴェネツィア派の巨匠ティツィアーノ・ヴェチェッリオが1538年に制作した絵画である。油彩。当時のフランス国王フランソワ1世を描いている。現在はパリのルーヴル美術館に所蔵されている。また本作品のヴァリアントがリーズ近郊のヘアウッド・ハウス、オスロのセムチェシェン・コレクション（Semcescen collection）、胸像のみのバージョンがミュンヘンのアルテ・ピナコテークに所蔵されている。

## 人物
フランソワ1世は1494年に国王ルイ12世の従兄アングレーム伯シャルル・ドルレアンとサヴォイア公国公女ルイーズ・ド・サヴォワとの間に生まれた。1515年に即位するとイタリア政策を継承し、マリニャーノの戦いでの勝利や、ローマ教皇レオ10世とのボローニャ政教協約などの成果を上げた。フランソワ1世は芸術の保護者としても知られ、1516年にイタリア・ルネサンスの巨匠レオナルド・ダ・ヴィンチを招き、フランス中部のアンボワーズにあるクロ・リュセ城を与えた。ジョルジョ・ヴァザーリはレオナルド・ダ・ヴィンチがフランソワ1世に看取られて死去したと伝えている。1519年に神聖ローマ皇帝マクシミリアン1世が死去すると後継者候補となるが、カール5世に敗北。それ以降しばしばにカール5世と対立することになるが、1530年にカール5世の姉レオノール・デ・アウストリアと再婚して和解した。1547年に死去。

## 作品

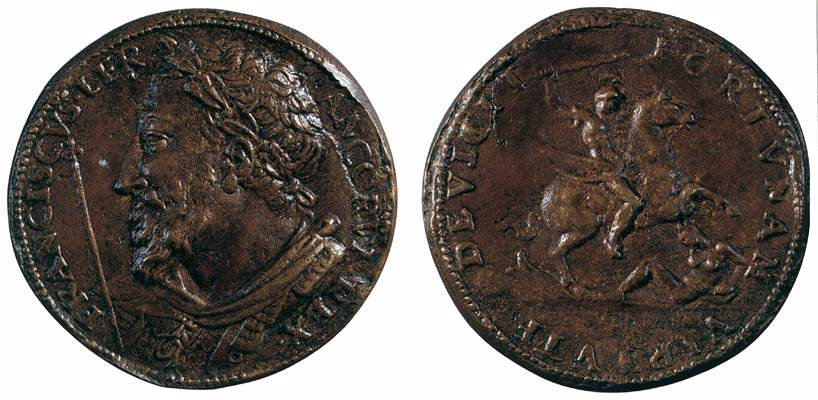
ベンヴェヌート・チェッリーニが制作したフランソワ1世の横顔を刻んだメダル。

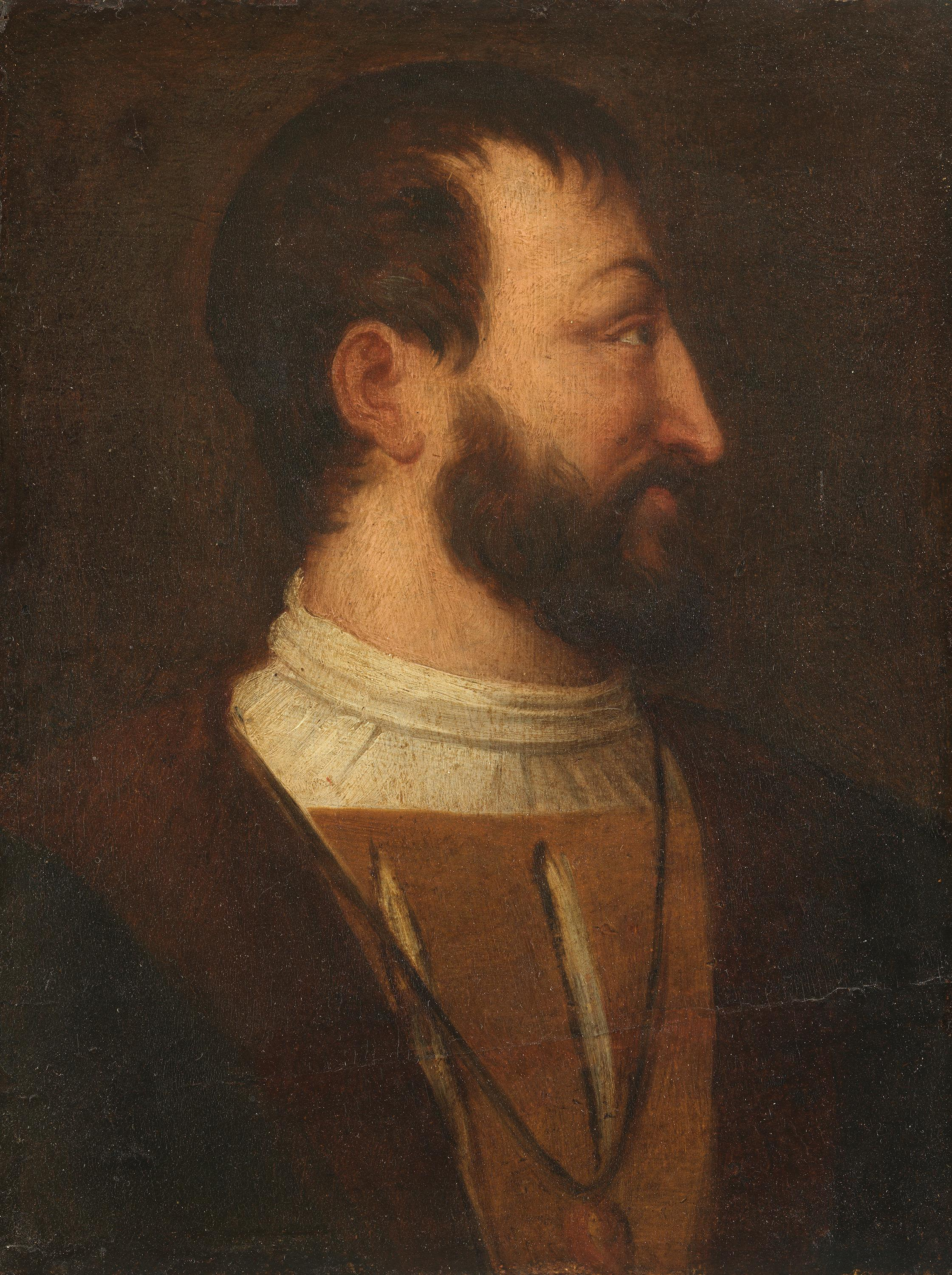
ティツィアーノによる『フランソワ1世の肖像』。おそらく1538年から1539年。アルテ・ピナコテーク所蔵。

ティツィアーノは帽子をかぶり鑑賞者に横顔を見せるフランソワ1世を描いている。この肖像画はおそらく詩人ピエトロ・アレティーノの依頼で制作されたものと思われる。ティツィアーノは肖像画を制作するにあたってフランソワ1世に直接会ってその姿を見ることができず、ベンヴェヌート・チェッリーニが制作したフランソワ1世の横顔を刻んだメダルに基づいて肖像画を制作した。そのため古代のローマ皇帝を思わせる側面像となっている。しかしその古風な様式はティツィアーノが肖像画を描く妨げとなっていない。ティツィアーノは肖像画の表現に偉大さと率直な性質に満ちた力を注ぎ込むことで、統治者の最も有名なイメージの1つを作り上げることに成功しており、その図像は享楽家としての活力に溢れている。
ただしジョルジョ・ヴァザーリは、ティツィアーノは1516年にフランソワ1世がボローニャで教皇レオ10世と会談するためにイタリアに滞在した間に実際の国王を目の前にして肖像画を描いたであろうと述べており、この記述が正しいのであるならば、本作品は2作目ということになる。しかし20年以上の間ティツィアーノはフランソワ1世と会っていなかったことになるため、いずれにしてもより最近の国王の図像を必要としたはずである。
また1548年にウルビーノ公のために制作された第3のバージョンが存在したことも知られている。ウルビーノ公はまた1539年に入手したより若いフランソワ1世の肖像画を所有していたことも知られている。

## 来歴
肖像画は完成すると1538年にピエトロ・アレティーノによってフランソワ1世に献上された。しかし何らかの理由によってフランス王室のコレクションから除外されると、肖像画は優れた美術収集家であった枢機卿ジュール・マザランの手に渡った。枢機卿のコレクションの目録ではティツィアーノの作品とは見なされず、ドッソ・ドッシの作品として記載された。枢機卿の死後の1665年に国王ルイ14世によって購入され、再び王室コレクションに加わった。

## 他のバージョン
主にヘアウッド・ハウス、オスロのセムチェシェン・コレクション、アルテ・ピナコテークのバージョンが知られている。ヘアウッド・ハウス版は帽子をかぶっていないフランソワ1世の横顔を描いている。ルーブル美術館版の下絵あるいは完成した肖像画の記録として使用された可能性がある。おそらくティツィアーノの死後も工房に残されていた作品の1つで、クリストフォロ・バルバリゴ（Cristoforo Barbarigo）が1581年にティツィアーノの息子ポンポーニオ・ヴェチェッリオ（Pomponio Vecellio）から自宅ごと購入したのち、1648年までヴェネツィアのバルバリゴ邸（Casa Barbarigo）に保管されていたものと考えられている。1918年にロンドンのトーマス・アグニュー＆サンズから購入された。

## 影響
バロック期のジル＝エドム・プティ（Gilles Edme Petit）や、ジャン・マサール、その他多くのフランス内外の画家や版画家たちによって肖像画の版画が制作された。フランスの新古典主義の画家ジャン＝オーギュスト＝ドミニク・アングルは本作品のフランソワ1世の図像を引用して歴史画『レオナルド・ダ・ヴィンチの死』（La mort de Léonard de Vinci）を制作した。

## ギャラリー
版画による複製

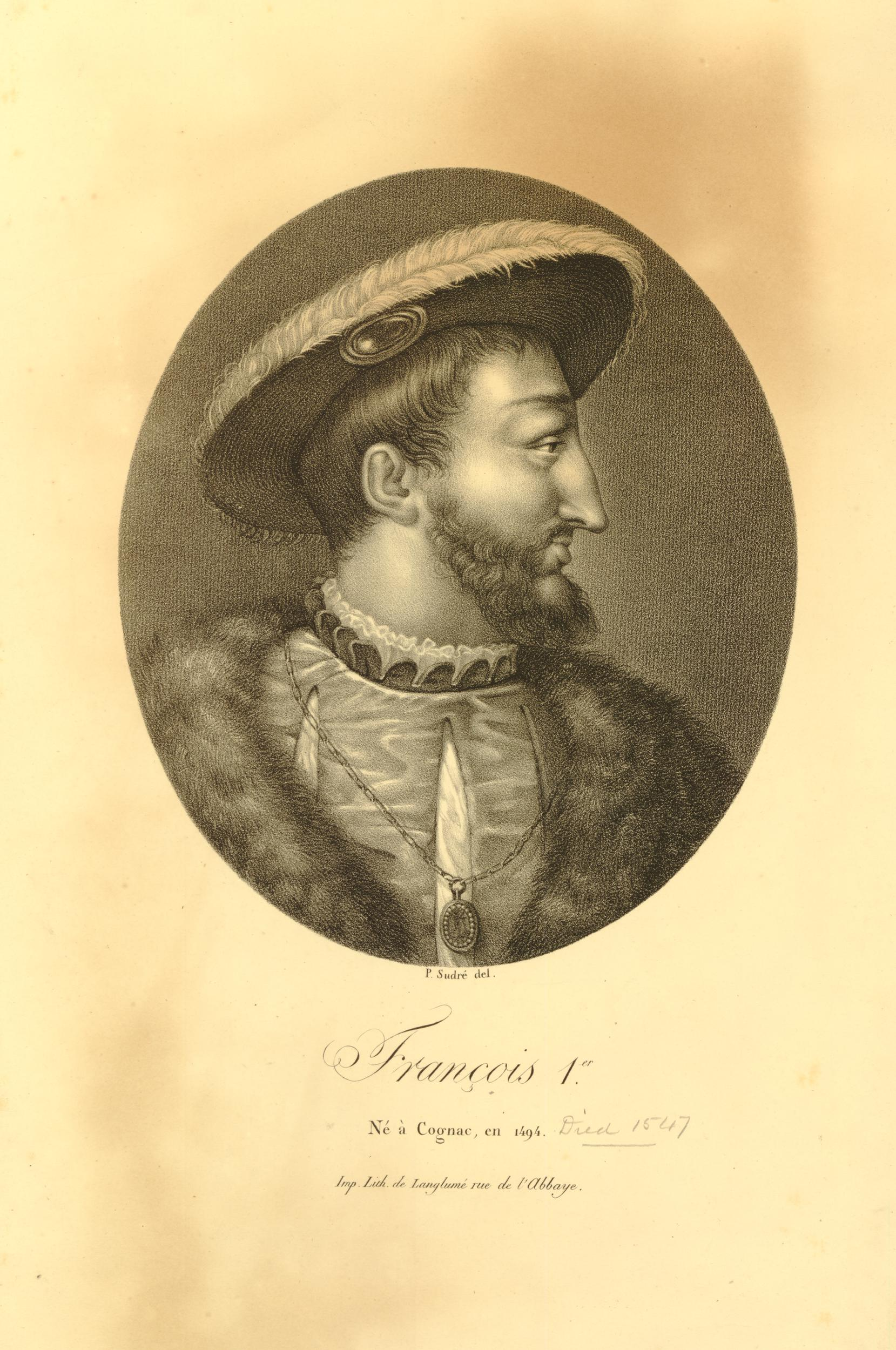
ジャン・ピエール・シュドル（Jean Pierre Sudre） 1822年
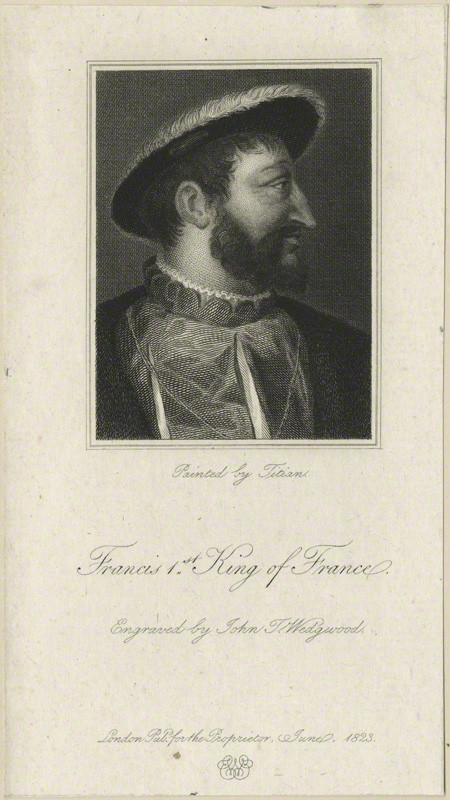
ジョン・テイラー・ウェッジウッド 1823年
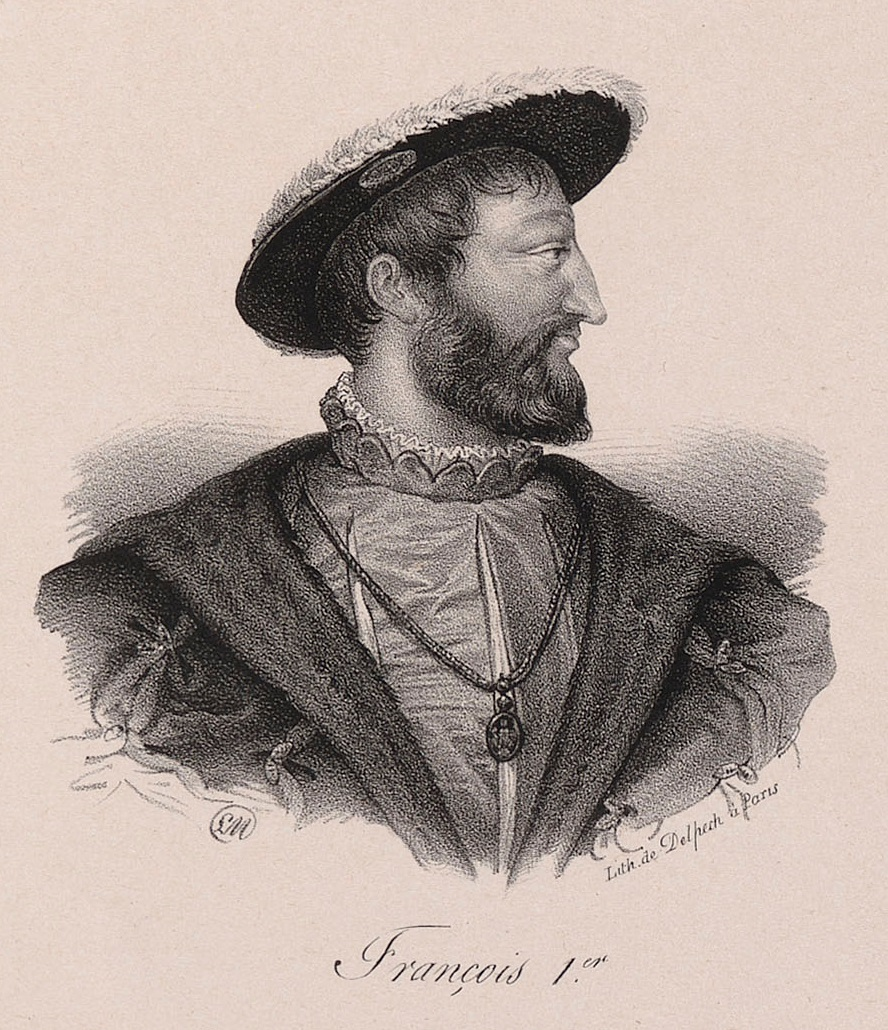
フランソワ＝セラフィン・デルペシュ 19世紀

アングルの歴史画

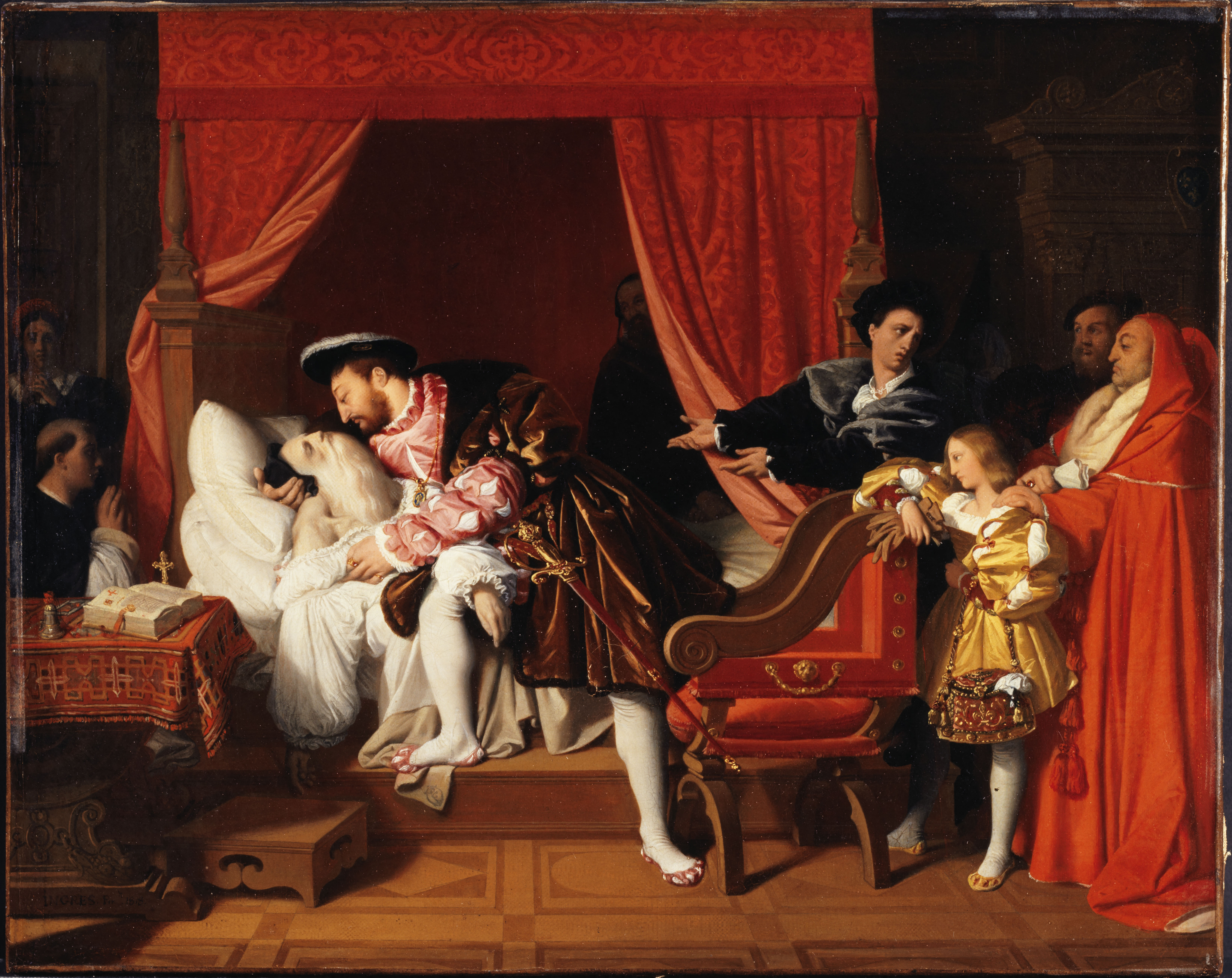
ドミニク・アングル『レオナルド・ダ・ヴィンチの死』1818年 市立プティ・パレ美術館所蔵
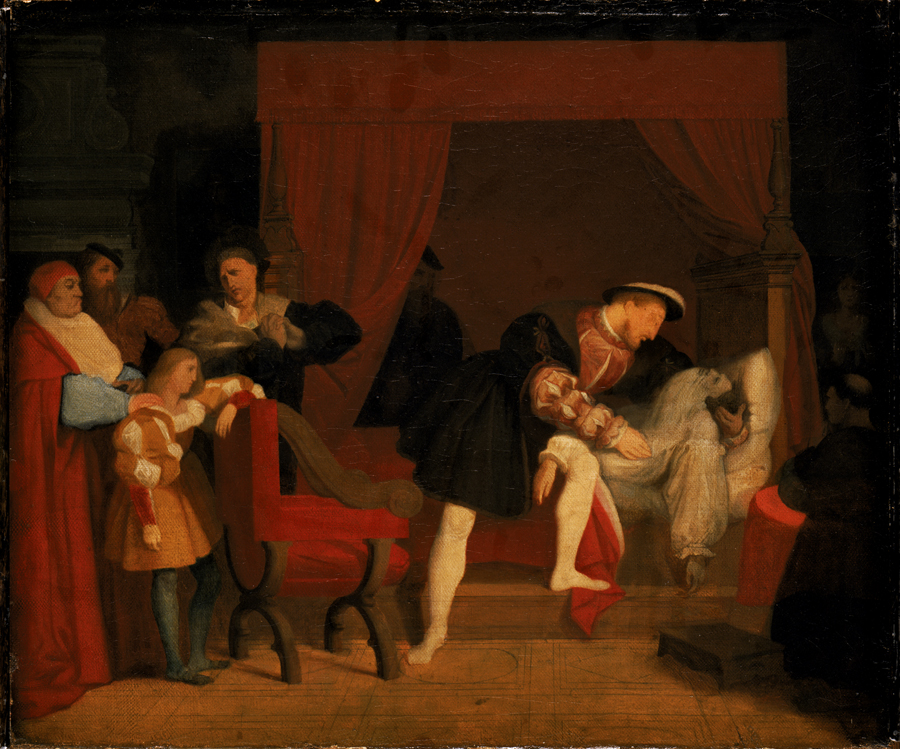
ドミニク・アングル『レオナルド・ダ・ヴィンチの死』1851年頃 スミス大学美術館（英語版）所蔵
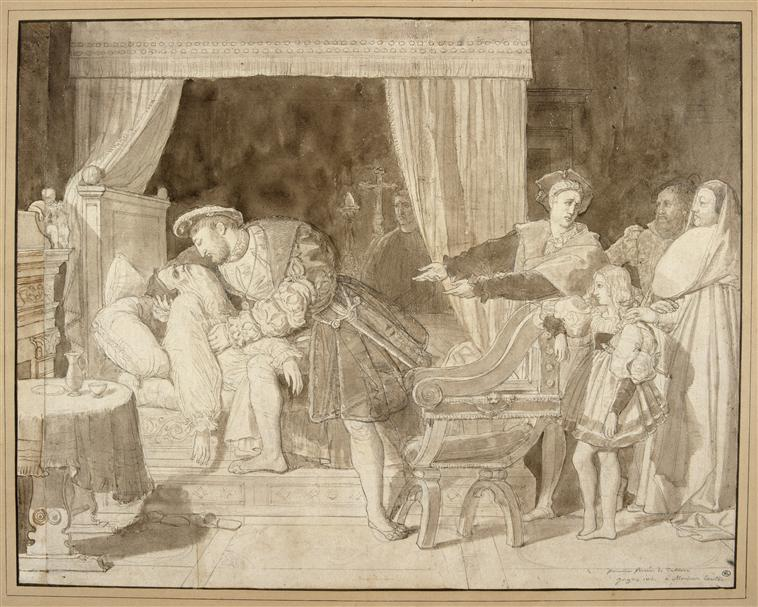
ドミニク・アングル『レオナルド・ダ・ヴィンチの死』ルーヴル美術館所蔵